# We Are Domi
We Are Domi, também conhecido simplesmente como Domi (estilizado em letras maiúsculas), é uma banda de eletropop checo-norueguesa, formada em 2018 e sediada em Praga, República Checa. A banda é composta pela vocalista Dominika Hašková, que é filha do jogador de hóquei no gelo checo aposentado Dominik Hašek, o guitarrista Casper Hatlestad de Stavanger e o tecladista Benjamin Rekstad de Nesodden.. Os três conheceram-se durante os seus estudos no Leeds College of Music
A banda vai representar a Chéquia no Festival Eurovisão da Canção 2022 com a música "Lights Off".

## Discografia

### Singles
- "Let Me Follow" (2019)
- "Wouldn't That Be Nice" (2019)
- "I'm Not Alright" (2020)
- "Someone New" (2020)
- "Come Get Lost" (2021)
- "Lights Off" (2021)